# SAR-21
SAR21(Singapore Assault Rifle - 21st Century)는 ST Kinetics에서 개발한 싱가포르군의 불펍식 돌격소총이다. 1999년에 처음으로 소개된 후 싱가포르군에서 제식 채용하였으며, M16A1의 라이선스 생산 버전인 M16S1을 대체하기 위해 개발되었다.

## 사용 국가
- 모로코 모로코군
- 방글라데시 특수부대
- 브루나이 브루나이군
- 스리랑카 스리랑카 공군
- 싱가포르 싱가포르군(주 사용자), 싱가포르 경찰 STAR
- 인도네시아 육군 특수부대 Tontaipur, 공군 대테러부대 Satgas Atbara(Detasamen Bravo), 해군 특수부대 KOPASKA
- 파푸아뉴기니 경찰(시험적)

## 같이 보기
- 불펍
- FN F2000
- M16 소총
- 슈타이어 AUG
- SA80